# Lumea de dincolo 3: Revolta Lycanilor
Lumea de dincolo 3: Revolta Lycanilor (engleză Underworld: Rise of the Lycans) este un film de groază american din 2009 regizat de Patrick Tatopoulos, al treilea din seria Lumea de dincolo.
- Regia: Patrick Tatopoulos
- Scenariști: Kevin Grevioux, Robert Orr, Len Wiseman
- Genul: acțiune / fantezie / dragoste / thriller / horror
- Durata: 92 minute
- Apărut în 2009
- Țara producătoare:
  -  Statele Unite

- Distribuție:
  - Michael Sheen,  (Lucian)
  - Bill Nighy,  (Viktor)
  - Rhona Mitra,  (Sonja)
  - Steven Mackintosh,  (Tannis)
  - Kevin Grevioux,  (Raze)
  - David Ashton,  (Coloman)
  - Geraldine Brophy,  (Nobleman's Wife)

## Povestea
Acțiunea filmului este plasată înainte de primele doua părți Underworld și Underworld Evolution. Scenariul se axează pe originea luptei sângeroase dusă de  secolelor între vampirii aristocrați cunoscuți și ca Death Dealers și foștii lor sclavi, vârcolacii  (Lycan-ii). În perioada medievală, un tânăr vârcolac, Lucian, s-a săturat de sclavie și de a sta sub tirania vampirilor. Sonja este fiica lui Viktor, conducătorul vampirilor. Ea se îndrăgostește de Lucian și își sfidează părintele care nici nu vrea sa audă de legătura dintre cei doi. Lucian complotează detronarea vampirilor, preluând rolul de lider în lupta vârcolacilor împotriva vampirilor.